# 王淮 (景泰十才子)
王淮，字柏源，明朝浙江慈溪县（治今浙江宁波市江北区慈城镇）人。
王淮善于诗作，长身美髯，博览群书。曾与汤胤勣以辨博相夸诩，对谈移日，不分输赢。好作长歌，下笔数十韵，用词奇丽，名扬江湖之间。八十岁去世。有《大媿稿》。王淮与刘溥、汤胤勣、沈愚、苏平、苏正、晏铎、邹亮、蒋忠、王贞庆并称为景泰十才子。